# 針インターチェンジ
針インターチェンジ（はりインターチェンジ）は、奈良県奈良市針町にある名阪国道のインターチェンジ。宇陀市街・同市旧大宇陀町域、吉野町の最寄りインターチェンジのひとつであり、道の駅針T・R・Sが併設されている。

## 概要

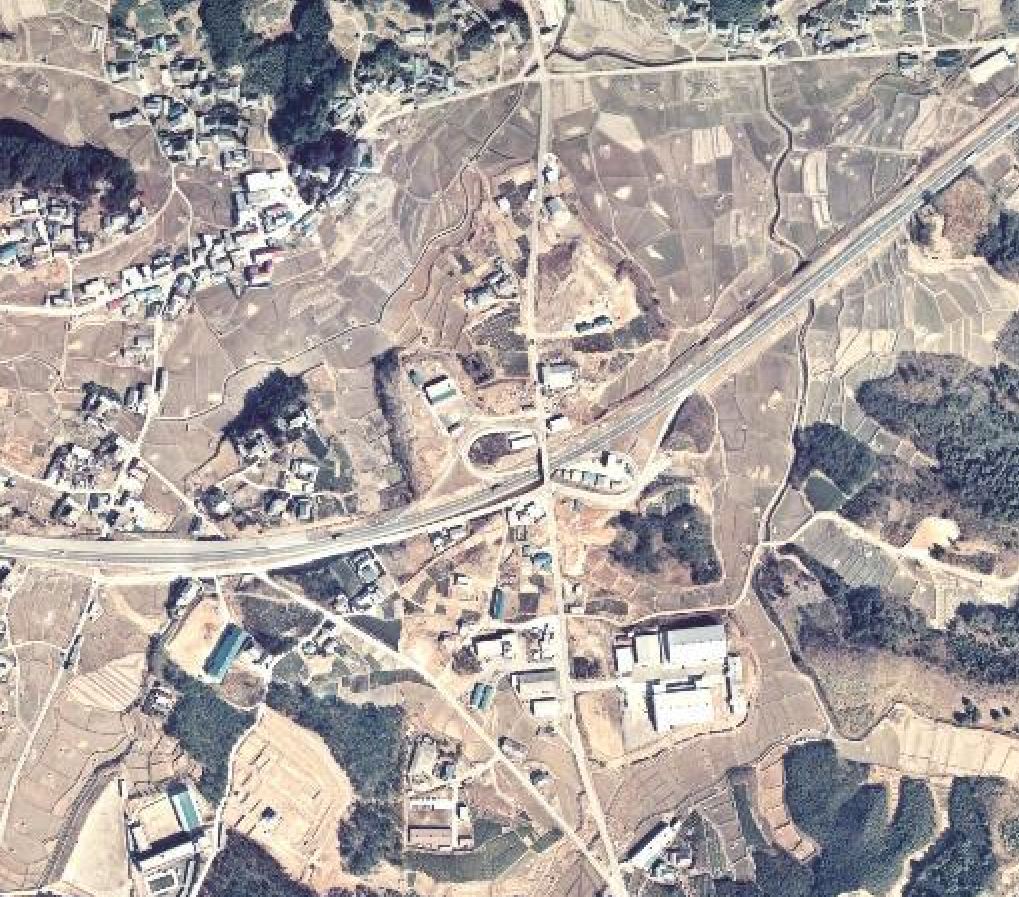
上 : 1974 - 78年 (ランプ移設前) 。下 : 2011年 (ランプ移設後) 。

かつてはインターチェンジの構造は不完全クローバー型で、出入口が狭く加減速車線も短かったため分合流しづらかったが、2001年に現在の準直結Y型の出入口が完成した。上り側の出入口跡が2011年の写真にも残っている。
2016年 (平成28年) 4月1日から、当インターチェンジの管理者が変更され、以前まで奈良国道事務所のみの管理だったのが、奈良国道事務所と北勢国道事務所の両方が管理するようになった (両事務所の境界が当インターチェンジに変更された) 。

## 接続する道路
- 国道369号
- 国道370号 (国道369号と重複)

## 周辺
- 道の駅針T・R・S
- 都祁温泉フィットネスバード
- 奈良・針トラックステーション
- 貝ヶ平岳
- 出光針インターSS（ガソリンスタンド）
- ショッピング プラザ　たけよし

## 隣
E25 名阪国道
(23) 小倉IC - (24) 針IC/道の駅針T・R・S/針インターBS - (25) 一本松IC